# 豊里村 (大阪府)
豊里村（とよさとむら）は、大阪府西成郡にあった村。現在の大阪市東淀川区南東部および旭区太子橋の一部にあたる。

## 地理
- 淀川

## 歴史
- 1888年（明治21年） - 西成郡新家村が菅原村に改称。
- 1889年（明治22年）4月1日 - 町村制施行により、西成郡菅原村、三番村、天王寺庄村、橋寺村が合併して豊里村が発足。大字天王寺庄に村役場を設置。
- 1925年（大正14年）4月1日 - 大阪市に編入され、東淀川区豊里菅原町、豊里三番町、豊里町、橋寺町となる。
- 1942年（昭和17年） - 旧村域のうち淀川左岸が旭区に転属。

## 交通

### 鉄道路線
現在は旧村域にOsaka Metro今里筋線のだいどう豊里駅が所在するが、当時は未開業。

### 道路
現在は旧村域を阪神高速12号守口線が通過するが、当時は未開通。